# بن 10: سر الأومنتريكس
بن 10: سيكريت اوف ذا اومنيتريكس هو فيلم الخيال العلمي الرسوم المتحركة على أساس الأمريكي المسلسلات والرسوم المتحركة بن 10. هو هوى على 10 أغسطس 2007، في الولايات المتحدة وعلى 22 أكتوبر 2007، في المملكة المتحدة. أثناء الخاصة «بن 10 أسبوع» لمدة أسبوع في نيسان 2008، تم الكشف عن أن هذا الفيلم بمثابة خاتمة لسلسلة الرسمية على الرغم من أنه تم بثه قبل أشهر الحلقات الثمانية الأخيرة من الموسم الرابع. وكان أفرج عنه في دي على 20 مايو 2008 حصريا في محلات وول مارت. ومع ذلك، لم يكن أي من إصدارات بديل كانوا على القرص، مجرد الأصلي مع هيدبلاست، ولكن الموسم الرابع دي في دي يحتوي على جميع الإصدارات الأربعة، بالإضافة إلى المنبثقة نسخة التوافه. زمنيا، وهذا يحدث بعد «بن 10 مقابل 10 سلبي» وذلك، في الواقع، النهائي في الموسم.
الحلقات
49
50
51

## الأصوات العربية
- هزار الحرك - بن تنيسون
- سمر كوكش - غوين تنيسون
- مأمون الرفاعي - ماكس تنيسون
- يحيى الكفري - دكتور أنيمو
- محمد خرماشو - فليكاس
- محمد مصطفى - هيتبلاست
- محمد خير أبو حسون - فور أرمز

## وصلات خارجية
- بن 10: سر الأومنتريكس على موقع IMDb (الإنجليزية)
- بن 10: سر الأومنتريكس على موقع نتفليكس (الإنجليزية)
- بن 10: سر الأومنتريكس على موقع فيلمافينيتي (الإسبانية)
- بن 10: سر الأومنتريكس على موقع قاعدة بيانات الفيلم (الإنجليزية)
- بن 10: سر الأومنتريكس على موقع ليتربوكسد (الإنجليزية)
- بن 10: سر الأومنتريكس على موقع كينوبويسك (الروسية)